# Séquia reial d'Alcoi
La Séquia Reial d'Alcoi és una canalització de reg que s'alimenta amb aigües del riu Serpis. S'origina a l'Assut d'en Carròs, al nord del terme de Vilallonga, i finalitza al partidor de la Casa Fosca, al municipi de Potries. Encara que per si mateixa és una Séquia curta, és una peça fonamental en el sistema hidràulic de l'Assut d'en Carròs i per això en el subministrament d'aigua de la comarca de la Safor.

## Nom
L'esment Alcoi no fa referència a la ciutat, sinó al riu Serpis, el qual també és conegut com riu d'Alcoi. També es coneix com Séquia Reial del Serpis.

## Recorregut
La Séquia s'origina a l'Assut d'en Carròs, que és una presa de gravetat amb cos mòbil, que ocupa una superfície de 4,5 hectàrees, amb un volum d'embassament de 71 hectòmetres cúbics. Es troba al costat de les Casetes de l'Assut, al terme de Vilallonga, i substitueix un antic assut que complia la mateixa funció.
Les aigües discorren cap al nord, per la riba dreta del riu Serpis. Discorre pel terme de Vilallonga durant un quilòmetre, on rega la partida del Reconc, passa el barranc del Moratal i envolta el turó del Mirador. A continuació, entra al territori de Potries, sempre a l'espai entre el Serpis i la carretera CV-680. A Potries rega la partida de la Casa Fosca, i al cap de 800 metres arriba al partitr del mateix nom.
Al partitr de la Casa Fosca, la Séquia es divideix, donant origen a la Séquia del Rebollet, que es dirigeix cap a l'est i rega els termes de Potries, la Font d'en Carròs i Oliva; i la Séquia Comuna de Gandia i Oliva, que es dirigeix cap al nord-est fins al partidor de la Casa Clara, on es divideix entre la Séquia Comuna d'Oliva i la Séquia Comuna de Gandia.

## Descripció
Fins a la dècada de 1950, els marges de la séquia eren de terra. Aleshores es va procedir a fixar en els marges pedres travades amb morter de calç, i després omplir de ciment hidràulic fins a cobrir totalment els marges, cosa que es va fer mitjançant un encofrat de fusta, per la qual cosa es poden apreciar les empremtes dels llistons a la séquia. Així els murs flanquegen el caixer (la secció de la séquia per on discorre l'aigua) té un gruix de 60 centímetres al costat nord i 30 al sud. De la mateixa manera, a terra es va procedir a empedrar-lo i posteriorment revestir-lo de ciment.
Pel que fa a l'amplada del caixer, aquest es va eixamplant a mesura que s'aproxima al partidor d'aigües de destinació, el de la Casa Fosca. Això es fa per disminuir la força de les aigües, de manera que la distribució siga més controlable, alhora que s'eviten els possibles danys estructurals que podria provocar un volum excessiu d'aigua. Així, mentre que a 13 metres del partidor l'amplada del caixer és de 2,48 metres, a mig metre és de 3,50, i encara augmenta a 3,70 al punt d'entrada mateix. La profunditat és de 1,5 metres aproximadament.